# 논노스
논노스(그리스어: Νόννος)는 고대 그리스의 서사시 시인이다. 그는 이집트 테베의 파나폴리스(아크민) 출신으로, 아마 4세기 말에서 5세기 초 인물로 보인다. 그는 디오니소스 신의 이야기인 '디오니시아카'(Dionysiaca)와 요한 복음의 설명문, 그리고 소실된 작품인 시 두 편 '거인들의 전투'와 '바사리카'를 썼다.